# Aéroport de Kobok
L'aéroport de Kobok est situé dans le kecamatan (district) de Kao, dans le kabupaten (département) de Halmahera du Nord, dans la province indonésienne des Moluques du Nord. Cet aéroport appartient à la société Nusa Halmahera Minerals, détenue par la société minière australienne Newcrest Singapore Holdings Pte Ltd (82,5 %) et la société minière d'État PT Aneka Tambang (17,5 %).